# دافين بوش
دافين بوش (بالإنجليزية: Davin Bush)‏ هو لاعب كرة القدم الكندية أمريكي، ولد في 5 أكتوبر 1977 في ميامي في الولايات المتحدة.